# Бишоф, Оле
О́ле Би́шоф (нем. Ole Bischof; род. 27 августа 1979, Ройтлинген) — немецкий дзюдоист, член национальной сборной Германии. Олимпийский чемпион 2008 года, серебряный призёр Олимпийских Игр 2012 года, чемпион Европы 2005 года. Выступает в весовой категории до 81 кг.